# Petroscirtes breviceps
Petroscirtes breviceps és una espècie de peix de la família dels blènnids i de l'ordre dels perciformes.

## Morfologia
- Els mascles poden assolir 11 cm de longitud total.[1][2]

## Reproducció
És ovípar.

## Hàbitat
És un peix marí de clima tropical i associat als esculls de corall que viu fins als 10 m de fondària.

## Distribució geogràfica
Es troba des de l'Àfrica oriental fins a Papua Nova Guinea, el sud del Japó i Nova Caledònia.

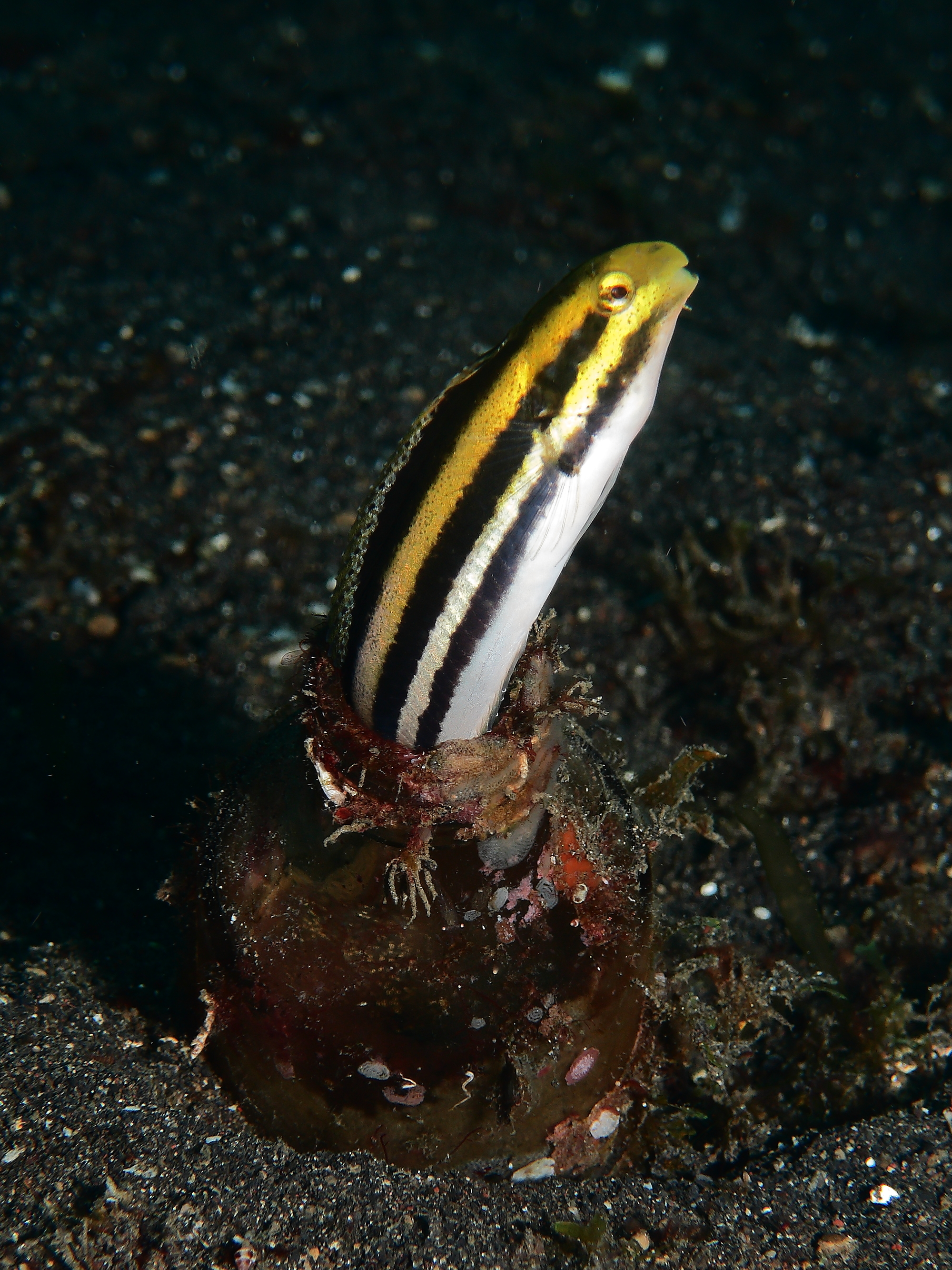
Petroscirtes breviceps